# Sergei Kvochkin
Sergei Kvochkin (rus: Серге́й Кво́чкин)  (Oskemen, 6 d'octubre de 1938 - Almati, 29 de desembre de 2007) fou un futbolista kazakh de la dècada de 1960.
Fou escollit millor futbolista kazakh de la història per la UEFA el 2004.
Pel que fa a clubs, defensà els colors de FK Kairat Almaty.
Trajectòria com a entrenador:
- 1972–1973: FC Vostok (assistent)
- 1973–1975: FC Vostok
- 1976–1978: FC Vostok
- 1979: FC Okzhetpes
- 1980–1983: FC Ekibastuzetc
- 1984–1986: FC Vostok